# Бедрийе Тахир Гёкмен
Бедрийе Тахир Гёкмен (тур. Bedriye Tahir Gökmen) — турецкая лётчица, первая турецкая женщина, получившая лицензию пилота.
Турецкий парашютист Абдуррахман Тюрккушу в своём интервью дал ей прозвище «Gökmen Bacı», что в переводе на русский означает «Сестра голубого неба».

## Биография
Тахир прошла обучение в частной лётной школе Vecihi Hürkuş и получила лицензию пилота в 1933 году. Работодатель, у которого она в тот момент работала и параллельно занималась учёбой, не одобрил увлечения полётами и в качестве наказания снизил ей зарплату, надеясь таким образом вынудить Тахир покинуть школу.
Тем не менее, в 1934 году девушка всё же окончила лётную школу, после чего обратилась к заместителю министра Военно Воздушных Сил Турции, для того, чтобы получить подтверждение своей лицензии. Для подтверждения её навыков заместитель министра направил в школу группу инспекторов. Однако из-за произошедшей в это время аварии в школе не было самолётов, которые Тахир могла бы использовать для демонстрации умения управлять самолётом. Больше команда инспекторов для проверки не возвращалась, а сама школа закрылась позже в том же году.
В 1934 году, когда был введен новый турецкий закон о фамилии, она взяла фамилию Гёкмен.